# Macrolaimus crucis
Macrolaimus crucis är en rundmaskart. Macrolaimus crucis ingår i släktet Macrolaimus och familjen Panagrolaimidae. Inga underarter finns listade i Catalogue of Life.